# Стэрди, Альфред Хобарт
Альфред Хобарт Стэрди (англ. Alfred Hobart Sturdee; 6 мая 1863, Саутси, Портсмут, Хэмпшир, Англия, Великобритания — 19 июня 1939, Сандрингем, Мельбурн, Виктория, Австралия) — австралийский военный деятель и врач британского происхождения, полковник Армии Австралии, участник англо-бурской и Первой мировой войн. Компаньон ордена Святого Михаила и Святого Георгия.

## Биография

### Молодые годы, семья и образование
Альфред Хобарт Стэрди родился 6 мая 1863 года в Саутси близ Портсмута в графстве Хэмпшир в Великобритании в семье Фредерика Рэнни Стэрди и Анны Фрэнсис, урождённой Хадсон. Происходит из известного рода с давними традициями службы во флоте. Его брат Фредерик Чарльз Доветон Стэрди стал адмиралом  флота и прославился фолклендским боем 1914 года, а его племянник Лайонел Артур Доветон Стэрди,  сын брата, тоже стал адмиралом.
Альфред окончил Госпиталь Кингс-колледжа в Лондоне. В 1880 году в качестве корабельного доктора эмигрировал в Австралию, где поселился в Уильямстауне, пригороде Мельбурна (колония Виктория), и основал там успешную частную медицинскую и хирургическую практику.

### Военная карьера
8 марта 1889 года поступил на военную службу колонии Виктория. В том же году  женился на Лауре Изабелл, урожденной Мерретт (род. 1 мая 1864). В 1890 году у них родился сын Вернон Эштон Хобарт Стэрди, который сделал ещё более блестящую военную карьеру и дважды был начальником Генерального штаба Австралии. В 1893 году родилась дочь Эйра Ходсон, в замужестве Вестон. В составе Викторианских королевских бушменов и 4-го Викторианского имперского контингента принял участие в англо-бурской войне. 9 июля 1901 года был упомянут в донесениях за помощь раненому солдату, к которому он проехал полмили верхом на лошади под огнём противника. Был награждён Медалью королевы за Южную Африку с тремя пряжками («РОДЕЗИЯ», «КАПСКАЯ КОЛОНИЯ», «ТРАНСВААЛЬ») и Медалью короля за Южную Африку с двумя пряжками («ЮЖНАЯ АФРИКА 1901», «ЮЖНАЯ АФРИКА 1902»).
12 июля 1902 года вернулся в Мельбурн. В июле 1903 года был зачислен в резерв, но в январе 1905 года в звании капитана перешёл на службу в Медицинский корпус Армии Австралии. В августе 1908 года получил звание майора 2-го отряда полевой скорой помощи, а в декабре 1912 года — подполковника 16-го отряда.

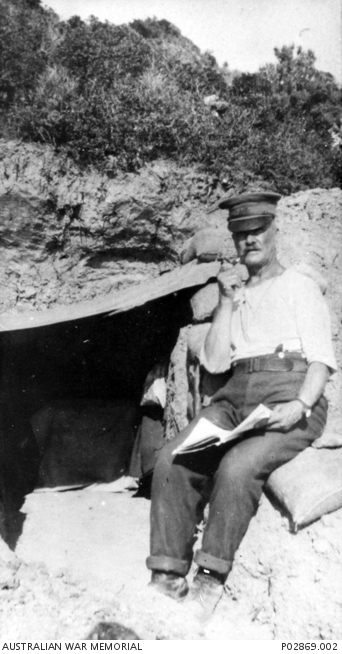
Стэрди у землянки на побережье бухты Анзак.

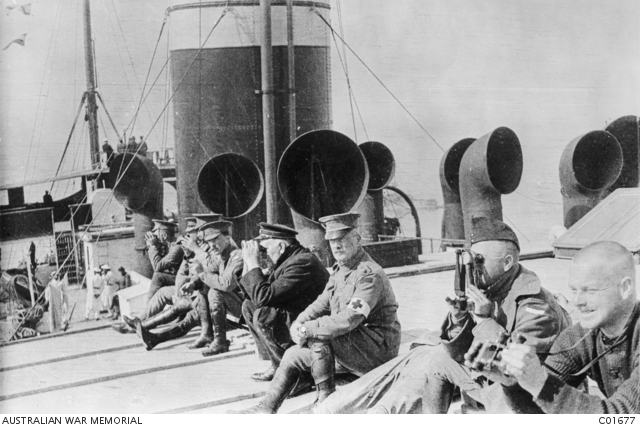
Стэрди (в центре) сидит на палубе «HMAT 13 Mashobra», 25 апреля 2015 года.

До начала Первой мировой войны семья Стэрди жила на Хай-стрит в Норткоте, где Альфред возобновил медицинскую практику в клинике «Stoneycroft». 18 августа 1914 года 51-летний Стэрди, имевший за спиной 26 лет военной службы, был зачислен в Австралийские имперские силы. Медицинскую практику за него стали вести доктора Годфри и Уэбб. Альфред снова возглавил 2-й отряд полевой скорой помощи в Казармах Виктории в Мельбурне. 19 октября 1914 года он отплыл из Австралии на борту «HMAT A18 Wiltshire» и 11 декабря прибыл в Египет. 6 апреля 1915 года Альфред сел на «HMAT 13 Mashobra», вставший на якорь 25 апреля у Галлиполийского полуострова. В Галлиполи он служил главным санитарным врачом, начиная с высадки 25 апреля 1915 года и до окончательной эвакуации. 30 мая эвакуирован в Англию на борту «HMAT A49 Seang Choon» из-за гриппа. В августе возвратился назад. Примечательно, что в Галлиполи Стэрди служил вместе с сыном Верноном(прибыл туда через два дня после назначения своего отца лейтенант-адъютантом в штаб-квартиру дивизионных инженеров). 15 декабря Альфред покинул штаб командования АНЗАК на борту «Heroic» и 16 декабря высадился в Сарпи на Лемносе. 15 февраля 1916 года  вернулся в Египет. 30 марта 1916 года  в звании полковника начал службу на Западном фронте в составе 1-й дивизии, заняв пост ассистента директора медицинской службы во Франции и Бельгии.
2 февраля 1916 года Альфред Стэрди был возведён в звание Компаньона Ордена Святого Михаила и Святого Георгия. 28 января и 13 июля 1916 года был упомянут в нескольких донесениях. 21 ноября эвакуирован с фронта в Лондон из-за хронической бронхиальной инвалидности. 4 января 1917 года был ещё раз упомянут в донесениях. По итогам войны Альфред также был удостоен Звезды 1914—1915, Британской военной медали, Медали Победы и Награды офицеров колониальных вспомогательных сил.

### Последующая жизнь
10 февраля 1917 года Альфред отправился в Австралию и 12 апреля прибыл в Мельбурн, где занял пост директора медицинской службы 3-го военного округа, а позже — директора медицинской службы Департамента по репатриации, который занимал до своей отставки в 1930 году. В дальнейшем проживал на Макмиллан-стрит в Элстернвике.
Альфред Хобарт Стэрди скончался 19 июня 1939 года в возрасте 76 лет после продолжительной болезни на Гладстон-стрит в Сандрингеме, пригороде Мельбурна, через четыре дня после возведения своего сына Вернона в звание Командора Ордена Британской империи и за несколько месяцев до начала Второй мировой войны. Похоронен на кладбище Четелхэма в Аделаиде. Его жена Лаура умерла 4 октября 1944 года и была похоронена рядом с ним.

## Память
Личные вещи Альфреда Стэрди, в том числе дневники с мест боёв, хранятся в Библиотеке Академии сил обороны Австралии.